# Puente Atlántico
Puente Atlántico je silniční most přes Panamský průplav. Přemosťuje atlantický vstup do průplavu v blízkosti města Colón a spojuje toto město s západním břehem průplavu, na kterém se však nenachází významnější lidské sídlo. Dokončen byl v roce 2019, v časové chronologii je třetím mostem přes průplav - starší a zbývající dva jsou Puente de las Américas a Puente Centenario na pacifické straně vodní cesty.
Most má dva hlavní nosné betonové pilíře (výška 212,5 m), na kterých je zavěšeno těleso mostovky. Rozpětí mezi pilíři je 530 metrů. Estakáda vedená k východnímu pilíři je dlouhá 1074 m, k západnímu 756 m. Projekt zpracovala čínská firma China Communication Construction Company (CCCC), výstavbu provedla francouzská společnost Vinci.